# Abelharuco-de-cabeça-castanha
O abelharuco-de-cabeça-castanha (Merops leschenaulti), é uma ave da família Meropidae. É residente no subcontinente indiano e nas regiões adjacentes, distribuindo-se desde a Índia para leste até ao sudeste asiático.